# Toda Katsushige
Shigemasa Toda (戸田勝成, 1557-21 octobre 1600) est un daimyo des périodes Sengoku et Azuchi Momoyama de l'histoire du Japon.
Dans un premier temps, Shigemasa sert Niwa Nagahide. En 1585, après la mort de Nagahide, Shigemasa se met au service de Hideyoshi Toyotomi et reçoit 10 000 koku, ainsi que la province d'Echizen. Il participe alors à la campagne de Kyūshū en 1586, au siège d'Odawara en 1590 ainsi qu'à la bataille de Bunroku en 1592.
En 1600, il fait partie des rangs de Mitsunari Ishida à la bataille de Sekigahara, et lutte à cette occasion sous les ordres de Yoshitsugu Otani. Cependant, il meurt pendant la bataille du fait, notamment, des trahisons de Kobayakawa Hideaki et Wakizaka Yasuharu.

## Source de la traduction
- (en) Cet article est partiellement ou en totalité issu de l’article de Wikipédia en anglais intitulé « Toda Katsushige » (voir la liste des auteurs).